# Raped ass
Raped ass, EP släppt av kängpunkbandet Anti Cimex, släppt på A-Records 1983. Har senare getts ut på ett flertal skivbolag såsom; Really Fast records, Distortion records och Hardcore Horror Records. Innehåller en av deras kändaste låtar, Warmachine.

## Låtarna på albumet
1. When the innocent die
2. Warmachine
3. Total silence
4. Cries of pain
5. Raped ass